# Ars antiqua
Ars antiqua (лат. старая техника [композиции], старая традиция [музыки]), Арс анти́ква — период в истории западноевропейской (преимущественно французской) музыки XII — начала XIV веков. Термин Арс антиква применяют только по отношению к многоголосной музыке этого времени: органумам, кондуктам и другим жанрам Школы Нотр-Дам, мотетам. Принадлежностью музыки Арс антиква также считается техника гокета, проявлявшаяся в клаузулах органумов и в мотетах. Реже в понятие Арс антиква включается также светское многоголосие XIII века (например, многоголосные шансон Адама де ла Аля и других труверов). Музыку и музыкальную теорию Арс антиква обычно противопоставляют музыке и музыкальной теории Арс нова, (новой) французской и итальянской технике композиции XIV века.

## Общие сведения
Термин (ars antiqua, ars vetus, cantus antiquus) появился в первых десятилетиях XIV века в трудах французских теоретиков (Якоба Льежского, Филиппа де Витри, Иоанна де Муриса, анонимных авторов), противопоставлявших музыку в «новой» технике (см. Ars nova) музыке, написанной в «старой» технике. Коннотации «нового» и «старого», прежде всего, затрагивали метр и ритм многоголосной музыки (и соответственно нотацию, применявшуюся для письменной фиксации ритма). Из этой «метроритмической» посылки выводились далее оппозиции «старых» и «новых» музыкальных жанров и — на уровне этического обобщения — строгая «сдержанность» (modestas) старинной музыки противопоставлялась дерзкой «распущенности» (lascivia) музыки новой.

## Краткая характеристика
Сочинители музыки этого периода преимущественно анонимны: представители парижской школы Нотр-Дам (по именам известны лишь Леонин и Перотин), школ Сен-Марсьяля, Сантьяго-де-Компостелы, Винчестера, авторы мотетов (по имени известны  Пьер де ла Круа и Адам де ла Аль). Крупнейшие теоретики музыки периода: в XIII веке Иоанн де Гарландия, Франко Кёльнский, в начале XIV века - Якоб Льежский, многочисленные безымянные учёные (особенно так называемый Аноним IV, оставивший ценные свидетельства о школе Нотр-Дам). Крупнейшие собрания музыки Арс Антиква: «Magnus liber organi» (сборник, включающий одноголосные и многоголосные сочинения школы Нотр-Дам), «Кодекс Монпелье» (336 многоголосных пьес, преимущественно мотеты), «Кодекс Бамберг» (мотеты). Последним документом Арс антиква и одновременно одним из первых источников Арс нова считается кодекс, известный как «Роман о Фовеле» (его музыкальная часть скомпонована в 1316). Большинство сочинений в этих знаменитых кодексах анонимно.
Музыка Арс антиква преимущественно трёхдольна, её метрическая основа - tempus perfectum (букв. совершенное время). Тип ритмической нотации модальный, позже мензуральный. Якоб Льежский противопоставляет композиционно-технические дерзости новой музыки, в том числе, всё большее развитие двухдольной метрики (на основе tempus imperfectum, букв. несовершенное время) «совершенству» сочинений предыдущей эпохи.